# Aldo Ruffinatto
Aldo Ruffinatto (Piossasco, 30 aprile 1940) è un ispanista, filologo e critico letterario italiano.
Professore Emerito di letteratura spagnola all'Università degli Studi di Torino, ha orientato principalmente le sue ricerche verso la letteratura spagnola del Medioevo e del Siglo de Oro, e verso la letteratura comparata ispano-italiana.

## Biografia
Aldo Ruffinatto si è laureato in Lettere presso l’Università degli Studi di Torino nel 1964 con una tesi di laurea in filologia romanza diretta da D'Arco Silvio Avalle. Dopo aver perfezionato i suoi studi nell’Universidad Central di Barcellona (1965-1966) e in altri istituti universitari italiani e spagnoli, nel 1975 vince la Cattedra di Lingua e Letteratura Spagnola ed esercita la sua professione dapprima nella Facoltà di Lingue Straniere dell'Università degli Studi di Trieste (sede d'Udine) e poi (a partire dall'anno accademico 1976-1977) nella Facoltà di Lettere e Filosofia dell’Università di Torino.
Nell’anno 2012 detta il suo ultimo corso universitario in questa Facoltà, pur continuando a mantenersi attivo con pubblicazioni e con relazioni di tesi di laurea e di dottorato di ricerca. Una decina d’anni prima (nel 2002), insieme ad altri studiosi e ispanisti, aveva fondato Artifara, della quale è stato Direttore fino al 2014.
Aldo Ruffinatto è presidente onorario dell'Asociación Internacional de Hispanistas, della quale è stato Presidente effettivo tra il 2010 e il 2013; socio d’onore dell'Associazione degli Ispanisti Italiani, membro onorario dell'Instituto Universitario La Corte en Europa, socio nazionale dell'Accademia delle Scienze di Torino; nel 2014 gli è stata assegnata l'Encomienda dell'Ordine di Isabella la Cattolica.
Ha pubblicato monografie, edizioni crítiche e articoli su riviste specializzate con particolare riguardo alle opere di Gonzalo de Berceo, di Don Juan Manuel, di Garcilaso de la Vega, di San Juan de la Cruz e di Miguel de Cervantes; ha inoltre prodotto numerosi studi sulla picaresca e sul Lazarillo de Tormes.

## Onorificenze

### Onorificenze straniere
Presidente de Honor de la Asociación Internacional de Hispanistas, proclamado en Buenos Aires, 19 de julio de 2013

## Opere

### Monografie
- La struttura del racconto agiografico nella letteratura spagnola delle origini, Giappichelli, Torino 1974.
- La lingua di Berceo (Osservazioni sulla lingua dei mss. della Vida de Santo Domingo de Silos), Università di Pisa, Pisa 1976.
- Struttura e significazione del Lazarillo de Tormes. I. La costruzione del modello operativo. Dall'intreccio alla fabula,  Giappichelli, Torino 1975.
- Struttura e significazione del Lazarillo de Tormes. II. La fabula. Il modello trasformazionale, Giappichelli, Torino 1977.
- La Vida de Santo Domingo de Silos de Gonzalo de Berceo. Estudio y edición crítica, Instituto de Estudios Riojanos, Logroño 1978.
- I codici dell'eros e della paura in San Juan de la Cruz, Fogola, Torino 1979.
- La galassia "Quijote". In margine ai mondi possibili dell'ingegnoso Idalgo, Giappichelli, Torino 1983.
- Semiotica ispanica. Cinque esercizi, Dell'Orso, Alessandria 1985.
- Sobre textos y mundos. Ensayos de filología y semiótica hispánicas, Universidad de Murcia, Murcia 1985,  ISBN 84-7684-217-1.
- La scrittura e il potere. Avviamento all'analisi del Conde Lucanor di don Juan Manuel, Pluriverso, Torino 1993.
- Las dos caras del Lazarillo. Texto y mensaje, Castalia (Nueva Biblioteca de Erudición y Crítica, 17), Madrid 2000  ISBN 84-7039-861-X.
- Cervantes. Un profilo su smalti italiani, Carocci, Roma 2002.
- Tríptico del ruiseñor. Berceo, Garcilaso, San Juan, Academia del Hispanismo, Vigo 2007.
- (in collaborazione con Iole Scamuzzi) Le tre corone in Spagna. Con appendici cervantine in Italia, Celid, Torino 2008.
- Dedicado a Cervantes, Sial/Prosa barroca, Madrid 2015.

### Edizioni e traduzioni
- Juan de la Cruz, Opere, trad. di Valeria Scorpioni, a cura di A. R., Fogola, Torino 1978.
- Mateo Alemán, La vita del furfante (Guzmán de Alfarache), trad. di Arturo R. Ferrarin, prefazione di A. R., Bompiani (Nuovo Portico), Milano 1983.
- Don Juan Manuel, Le novelle del Conde Lucanor, a cura di A. R., trad. di Sandro Orlando, Bompiani, Milano 1985.
- Anonimo, La vita di Lazzariglio del Torme, a cura di A. R., Liguori, Napoli 1990.
- Francisco de Quevedo, L’imbroglione. Vita di don Pablos detto il Buscón, a cura di A. R., trad. di Maria Rosso, Marsilio, Venecia 1992.
- Gonzalo de Berceo, Vida de Santo Domingo de Silos, Poema de Santa Oria, edición e introducción de A. R., Espasa-Calpe (Colección Austral), Madrid 1992,  ISBN 84-239-3531-0.
- Gonzalo de Berceo, Vida de Santo Domingo de Silos, ed. de A.R. in Isabel Uría. dir., Gonzalo de Berceo, Obra completa, pp. 250-460, Espasa-Calpe - Gobierno de La Rioja, Madrid 1992.
- Miguel de Cervantes, Flor de aforismos peregrinos, ed. de A. R., Edhasa, Barcelona 1995.
- Miguel de Cervantes, Le avventure di Persiles e Sigismonda. Storia settentrionale, a cura di A. R., Marsilio, Venecia 1996.
- Anonimo, La vida de Lazarillo de Tormes y de sus fortunas y adversidades, ed.de A. R., Castalia (Clásicos Castalia 265), Madrid 2001.
- Garcilaso de la Vega, Sonetos, ed.de A. R., Clásicos Hispánicos, Madrid/Nüremberg 2014.